# Institut Saint-Boniface Parnasse

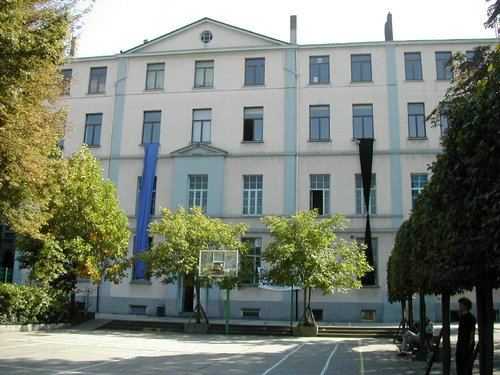
Het hoofdgebouw van het Institut Saint-Boniface Parnasse in Elsene

Het Institut Saint-Boniface Parnasse (Nederlands: Sint-Bonifatiusinstituut) is een katholieke vrije school in het Brusselse Elsene. De school biedt basisonderwijs en secundair onderwijs sinds zijn stichting in 1866.
Het leerlingenaantal van de school schommelt rond de 1.000 leerlingen. In 2014 waren er meer dan 1.000, in 2016 waren het er 950.
Het devies van de school, "Dieu Seul", was het devies van de beschermheilige van de instelling, Bonifatius van Brussel.

## Alumni
Tot de bekende alumni van de school behoren:
- Roger Aubert (1914-2009)
- Pierre-Olivier Beckers-Vieujant (1960-)
- Harold Boël (1964-)
- Jean Capart (1877-1947)
- Gisbert Combaz (1869-1941)
- Jean de Codt (1955)
- Benoît Dejemeppe (1951-)
- Michel De Maegd (1969-)
- André Franquin (1924-1997)
- Philippe Goddin (1944-)
- Charles Héger (1902-1984)
- Hergé (1907-1983)
- Paul Jamin (1911-1995)
- Olivier Pâques (1977-)
- Jean-Marie Piret (1930-2020)
- Vladimir Pletser (1956-)
- Arthur Vanderlinden (1859-1938)
- François van Hoobrouck d'Aspre (1934-)
- Jean-Pascal van Ypersele (1957-)
- François Weyergans (1941-2019)